# Henning Türk

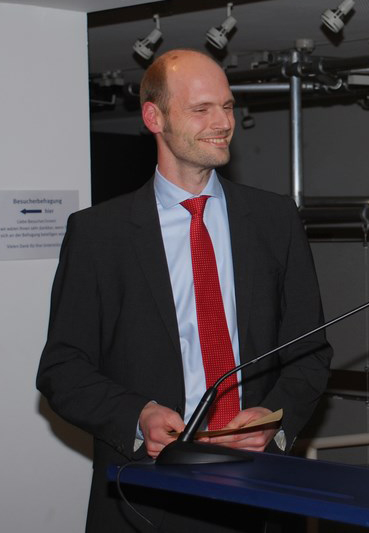
Henning Türk, 2015

Henning Türk (* 1974 in Limburg an der Lahn) ist ein deutscher Historiker.

## Leben
Türk absolvierte von 1995 bis 2000 ein Magisterstudium der Fächer Neuere und Neueste Geschichte, Politikwissenschaft und Angewandte Kulturwissenschaft an der Universität Münster. Von 2002 bis 2006 war er Wissenschaftliche Hilfskraft am Lehrstuhl für Geschichte des 19. und 20. Jahrhunderts an der Universität Duisburg-Essen. 2005 erfolgte die Promotion an der Universität Duisburg-Essen mit einer Dissertation über Die Europapolitik der Großen Koalition 1966–1969. Seit 2006 war er wissenschaftlicher Mitarbeiter am Lehrstuhl für Neuere und Neueste Geschichte an der Universität Duisburg-Essen. 2013 und 2018 erhielt er ein Karl-Ferdinand-Werner-Fellowship am Deutschen Historischen Institut in Paris. 2015 erfolgte seine Habilitation an der Universität Duisburg-Essen. Danach war er Wissenschaftlicher Mitarbeiter am Lehrstuhl für Zeitgeschichte an der Johannes-Gutenberg-Universität Mainz.
Seit 2016 war Henning Türk Wissenschaftlicher Mitarbeiter am Zentrum für Zeithistorische Forschung Potsdam. 2017/18 sowie 2022/23 nahm er Lehrstuhlvertretungen an der Universität Mainz wahr, 2018–2020 und im Sommersemester 2022 vertrat er die Neuzeitprofessur an der Rheinischen Friedrich-Wilhelms-Universität Bonn. Seit 2024 leitet er beim LVR-Institut für Landeskunde und Regionalgeschichte in Bonn die Abteilung „Geschichte und LVR-Kulturhaus Landsynagoge Rödingen“.
Für seine Habilitationsschrift Ludwig Andreas Jordan und das Pfälzer Weinbürgertum. Bürgerliche Lebenswelt und liberale Politik im 19. Jahrhundert erhielt er 2015 den Wolf-Erich-Kellner-Preis und 2017 den Kurfürst-Karl-Theodor-Preis. Er ist Mitglied des wissenschaftlichen Beirats der Stiftung Bundespräsident-Theodor-Heuss-Haus in Stuttgart.
Seine Forschungsschwerpunkte sind die Bürgertums- und Liberalismusgeschichte sowie der Wandel des Verhältnisses von Parlament und Öffentlichkeit im 19. Jahrhundert. Zudem beschäftigt er sich mit der Geschichte internationaler Organisationen im 19. und 20. Jahrhundert und der europäischen Integration auf deutsch-französischer Grundlage. Einen weiteren Schwerpunkt seiner Forschungen stellt die Energiepolitik dar.

## Veröffentlichungen (Auswahl)
Monographien
- Energiesicherheit nach der Ölkrise. Die Internationale Energieagentur 1974–1985 (= Geschichte der Gegenwart. Bd. 34). Wallstein, Göttingen 2023, ISBN 978-3-8353-5484-5.
- Treibstoff der Systeme. Kohle, Erdöl und Atomkraft im geteilten Deutschland (= Die geteilte Nation – Deutsch-deutsche Geschichte 1945–1990. Bd. 3). Berlin: be.bra 2021.
- Ludwig Andreas Jordan und das Pfälzer Weinbürgertum. Bürgerliche Lebenswelt und liberale Politik im 19. Jahrhundert (= Bürgertum. Neue Folge. Studien zur Zivilgesellschaft. Bd. 12). Göttingen: Vandenhoeck & Ruprecht 2016.
- Die Europapolitik der Großen Koalition 1966–1969 (= Schriftenreihe der Vierteljahrshefte für Zeitgeschichte. Bd. 93). München: Oldenbourg 2006.

Herausgeberschaft
- (gemeinsam mit Claudia Hiepel, Christian Henrich-Franke, Guido Thiemeyer): Grenzüberschreitende institutionalisierte Zusammenarbeit von der Antike bis zur Gegenwart (= Historische Dimensionen der europäischen Integration. Bd. 30), Baden-Baden: Nomos 2019.
- (gemeinsam mit Claudia Hiepel und Michaela Bachem-Rehm): Teilungen überwinden. Europäische und internationale Geschichte im 19. und 20. Jahrhundert. Festschrift für Wilfried Loth, München: De Gruyter 2014.
- (gemeinsam mit Carine Germond): From „Hereditary Enemies“ to Partners – A History of Franco-German Relations in Europe, New York: Palgrave/Macmillan 2008.

Aufsätze (Auswahl)
- Liberalismus und Region im 19. Jahrhundert. Die Konstruktion liberaler Räume und ihre institutionelle Verankerung, in: Jahrbuch zur Liberalismus-Forschung 30 (2018), S. 7–27.
- Reducing dependence on OPEC-oil – The International Energy Agency's energy strategy between 1976 and the mid-1980s, in: Giuliano Garavini, Duccio Basosi, Massimilian Trentin (Hrsg.): Countershock. The oil counter-revolution of the 1980s, London/New York 2018, S. 241–258.
- „Ich gehe täglich in die Sitzungen und kann die Politik nicht lassen“ – Frauen als Parlamentszuschauerinnen und ihre Wahrnehmung in der politischen Öffentlichkeit der Märzrevolution 1848/49, in: Geschichte und Gesellschaft 43 (2017), Heft 4, S. 497–525.
- The Oil Crisis of 1973 as a Challenge to Multilateral Energy Cooperation among Western Industrialized Countries, in: Historical Social Research 39 (2014), Heft 4, S. 209–230.